# Adeln i Frankrike

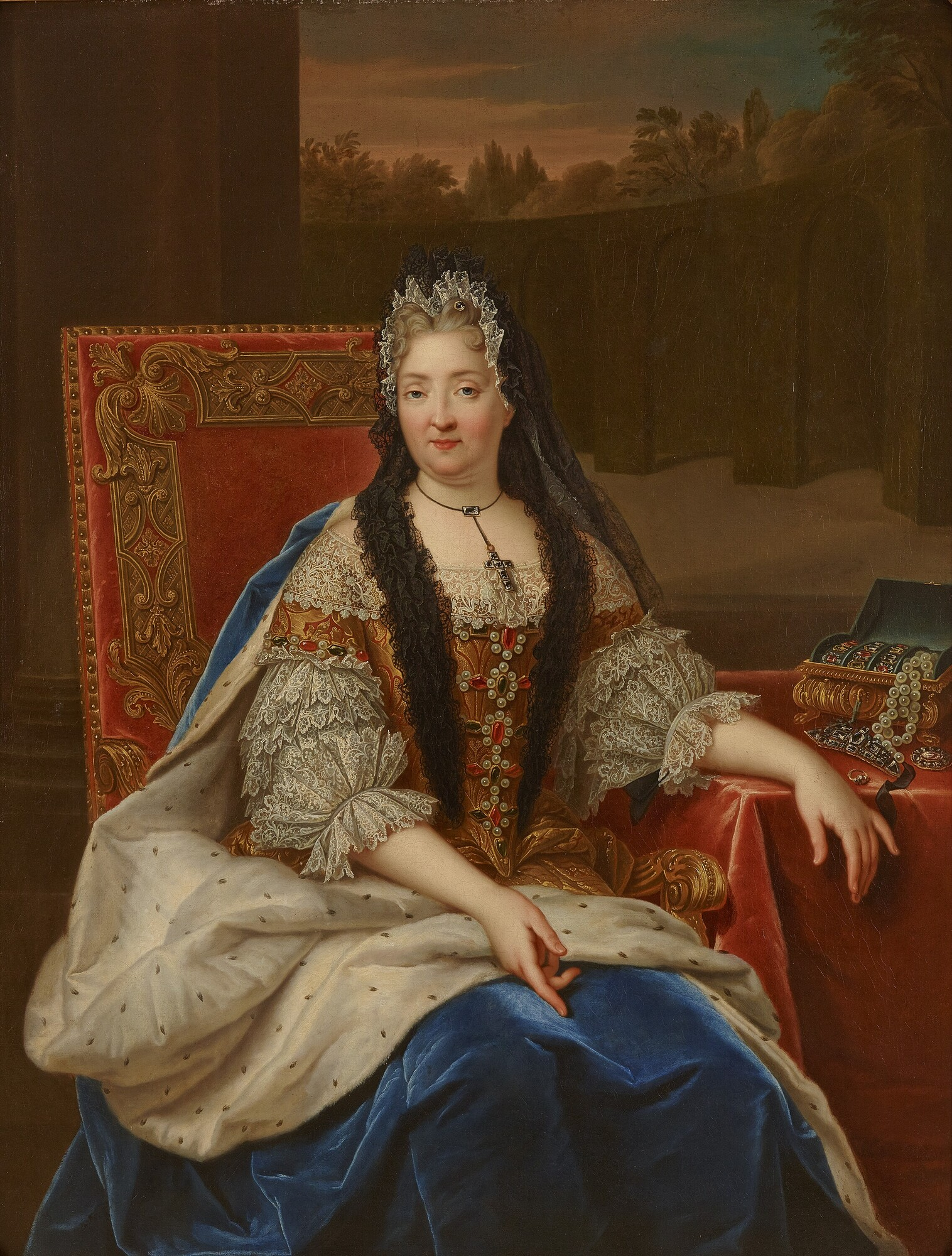
Charlotte de La Motte Houdancourt, ca 1717.

Adeln i Frankrike var en samhällsklass med speciella privilegier som spelade en viktig politisk och social roll i det franska samhället. Dessa upphävdes under franska revolutionen 1789, men en ny adel upprättades under första kejsardömet av Napoleon I för att slutligen upphävas 1848. Adelns titlar lever trots det fortfarande kvar och har inom högadeln finns följande benämningar i rangordning: prince, duc (hertig), marquis, comte (greve), vicomte, baron. De lågadliga titlarna chevalier (riddare) och écuyer (väpnare) är till skillnad från de högadliga titlarna inte längre i bruk.